# Mouanko
Mouanko est une commune côtière du département de la Sanaga-Maritime dans la région du Littoral au Cameroun. Le chef-lieu est situé sur la rive nord de la Sanaga, à une vingtaine de kilomètres à l'est de son embouchure dans le golfe de Guinée.

## Géographie
Situé sur la rive droite de la Sanaga, le village de Mouanko est desservi par la route D57 à 58 km au sud-ouest du chef-lieu départemental Édéa. 
Il est le point de passage pour la plage de Yoyo. La pointe Suelaba au nord de la commune fait face à l'estuaire du Wouri et supporte les émetteurs de la CRTV Littoral et Suelaba 105 FM.
| Douala VI       | Dizangué |        |
| Golfe de Guinée | Mouanko  | Edéa 1 |
|                 | Edéa 1   |        |

## Histoire
Le district de Mouanko est créé en 1959, la commune de Mouanko en 1977, l'arrondissement le 14 novembre 1979.

## Population
Lors du recensement de 2005, la commune comptait 9 162 habitants, dont 1 604 pour Mouanko proprement dit. Outre les trois ethnies autochtones: Malimba, Yackalak, Pongo-Songo, la population communale est constituée par les nigérians, Bassa, Ewondo et Yambassa.

## Chefferies traditionnelles
L'arrondissement de Mouanko compte deux chefferies traditionnelles de 2e degré :
- 464 : Canton Yakalack-Mouanko
- 465 : Canton Malimba Océan

## Yangoun
Outre Mouanko, la commune comprend les villages suivants  :
- Abbe
- Badangue
- Bolondo
- Bonyinga
- Bonabwaba
- Bongo
- Bossambo farm
- Boloy
- Dibongo
- Etalombo
- Kombo Moukada
- Lobethal
- Lote
- Yoyo
- Marienberg
- Mbanga
- Mbiako
- Mbenga Dikume
- Moukouke
- Moulongo
- Mudeye
- Muhenje
- Ngodi-Kombo
- Nseppe
- Olombe
- Pongo Songo
- Sitan
- Tissongo
- Yakonzock
- Yatou
- Yavi
- Youme
- Youme

## Cultes
Les églises protestantes (églises du réveil, presbytérienne camerounaise, baptiste), catholiques ainsi que l'islam constituent les religions présentes sur le territoire de la vaste commune de Mouanko. Les églises du réveil sont installées sur la bande côtière, l'islam notamment à Yoyo.  
Le village chef-lieu est le siège de la paroisse catholique de la Transfiguration de Mouanko rattachée à la zone pastorale du lac Ossah du diocèse d'Edéa. Outre Mouanko, la commune compte un sanctuaire marial et une paroisse catholiques à Marienberg.

## Économie
Occupant 90% de la population active, la pêche est l'activité économique principale de la commune. Elle est pratiquée de manière traditionnelle et semi-industrielle sur le fleuve Sanaga, l'océan et les nombreux lacs et cours d'eau de la commune. Parmi les espèces pêchées on trouve : les machoirons, mulets, carpes, ceintures, raies, aloses, silures et les huîtres. 
La localité dispose d'une centrale électrique isolée exploitée par Enéo d'une capacité installée de 200 kW construite en 1999.

## Personnalités liées à la communauté
- Martin Camus Mimb (1973-), personnalité sportive camerounaise.